# Xèrif Woody
El Xèrif Woody Pride, també conegut com a Woody, és una joguina que apareix en les pel·lícules de Toy Story de Pixar. Els seus trets facials estan basats en Tone Thyne, un ex animador de Disney.
El personatge és interpretat per Tom Hanks en la seva versió original en anglès, doblat per Óscar Barberán a l'estat espanyol. La veu original per als videojocs i minisèries de la saga és de Jim Hanks.

## Característiques
Woody és un ninot d'un vaquer. La seva caixa de veu que s'activa amb una corda que té una volandera amb la qual és capaç de dir moltes frases simples com "Ets el meu agutzil preferit!", "Hi ha una serp a la meva bota!" I "Algú ha enverinat l'abeurador!". Com s'esmenta a Toy Story 2, la seva construcció inclou una "cara pintada a mà, armilla tenyida amb pigment natural" i un "barret de polivinil cosit a mà". Woody porta una funda de pistola buida al cinturó. És la joguina favorita d'Andy des del jardí d'infants, amb un lloc especial al llit, i és el líder i el cervell de les joguines a l'habitació de l'Andy. A Toy Story 2, es revela que es basa en el personatge principal d'un popular programa de televisió de 1950, Woody's Roundup. Quan Al està negociant amb la mare d'Andy en un intent d'emportar-se en Woody, la mare d'Andy rebutja l'oferta d'Al, afirmant que Woody és "una vella joguina familiar".
El director de Toy Story, John Lasseter, va dir que "sempre pensem" que Woody era "alguna cosa així com un regal" a l'Andy de part del seu pare. Woody és interpretat per Tom Hanks en les pel·lícules i pel seu germà Jim Hanks en altres ocasions.
En les tres pel·lícules, Woody fa dues amistats fortes amb Buzz i Jessie. Al principi, quan Buzz es converteix temporalment en la joguina favorita d'Andy, Woody intenta treure'l de l'habitació, però accidentalment el tira per la finestra. No obstant això, quan van ser trobats i presos per l'entremaliat veí Sid, Woody i Buzz treballen junts per a escapar. A partir d'aquest moment, ell i Buzz es fan més propers. Encara que Woody i Jessie discuteixen entre ells a vegades, encara són amics.
Woody porta el nom de Woody Strode, un actor de personatges conegut per molts papers en pel·lícules occidentals. Va ser revelat a l'agost de 2009 per Lee Unkrich, director de Toy Story 3, que el cognom oficial de Woody és "Pride". Unkrich va declarar en el seu compte de Twitter que "el nom complet real de Woody és 'Woody Pride', i ho ha estat des dels primers dies en el desenvolupament de Toy Story original.

## Aparicions

### Pel·lícules

#### Toy Story
A Toy Story, Woody és la joguina favorita del seu amo Andy Davis, i el líder de les joguines a l'habitació d'Andy. No obstant això, la seva posició es veu afectada per l'arribada de Buzz Lightyear, una figura d'acció d'astronauta que Andy obté com a regal d'aniversari. Buzz està convençut que ell és un veritable explorador espacial. Gelós, Woody usa la creença de Buzz de l'explorador espacial en contra seva per a tractar de noquejar-lo, amb l'esperança de mantenir el seu estatus com la joguina favorita d'Andy. Com a conseqüència, Buzz cau per la finestra oberta de la cambra de l'Andy i el Senyor cara de papa i les altres joguines acusen Woody per desfer-se de Buzz a propòsit, malgrat els intents de Woody de convèncer-los que va ser només un accident, per la qual cosa les joguines es tornen antagòniques cap a ell.
El pla de Woody inicialment resulta efectiu, ja que Andy el porta en el viatge en automòbil a l'establiment de pizzeries «Pizza Planet»; no obstant això, es troba amb Buzz, que s'havia enfilat al para-xocs mentre la camioneta sortia de l'estacionament de la casa i entrava pel sostre solar obert mentre el vehicle es dirigia una gasolinera. Buzz empeny Woody fora de la furgoneta per a venjar el que li havia fet, i tots dos acaben entrant en baralla de nou. Com a resultat, acaben quedant-se enrere, però aconsegueixen enganxar-se a un camió de repartiment de Pizza Planet que es dirigia a aquest mateix lloc.
Després d'acabar a la casa de Sid, i amb la família de l'Andy a punt de mudar-se a una nova casa, Woody es desespera per planejar una fugida, al mateix temps que es troba amb les joguines monstruosament reconstruïdes per Sid, que en resulten ser bastant amables i hospitalaris. A mesura que la pel·lícula avança, Woody i Buzz busquen la manera d'escapar de la casa de Sid, i Buzz descobreix que és una joguina en lloc d'un explorador espacial després de veure un anunci de televisió amb la seva imatge. Quan Sid arriba, pren Buzz per a fer-lo volar a trossos usant un coet de focs artificials. Woody planeja una missió de rescat sol·licitant ajuda de les joguines de Sid, aconseguint espantar-lo després de cobrar vida davant d'ell.
Una vegada aconseguit fugir de la casa de Sid, Woody intenta enfilar-se al camió de mudança de la família d'Andy, que conté una caixa on es troben les seves joguines. Woody intenta usar el cotxe de joguina RC per a rescatar Buzz de Scud; el gos de Sid, que els havia perseguit des que havien escapat de la casa, però les altres joguines d'Andy (pensant que Woody havia matat Buzz i a RC) s'hi enfronten de nou i el tiren del camió de mudança. Buzz i RC recullen Woody, i una vegada que les altres joguines s'adonen que Buzz i RC estan vius, intenten ajudar-los a tornar a pujar a bord. Buzz i Woody aconsegueixen tornar on Andy i es reconcilien, i Woody és acceptat novament entre les altres joguines, compartint al costat de Buzz el lloc de les joguines favorites d'Andy.

#### Toy Story 2
A Toy Story 2, Woody s'està preparant per a anar amb Andy al «Cowboy Camp», però el seu braç es trenca accidentalment i Andy decideix no portar-lo al campament. Woody acaba en un prestatge i tem el pitjor pel deu destí. Un pingüí de joguina virolada anomenada Wheezy també està al prestatge amb un grinyol trencat. La mare d'Andy té una venda de garatge i marca Wheezy per a vendre's per 25 centaus. Woody salva Wheezy amb l'ajut del nou cadell d'Andy, Buster. No obstant això, Woody és robat per un col·leccionista de joguines cobejós anomenat Al McWhiggin. A l'apartament d'Al, Woody descobreix el seu passat oblidat i el seu llegat com l'estrella d'un espectacle infantil dels anys 50 anomenat Woody's Roundup, i s'assabenta que serà enviat al Japó per a exhibir-se en un museu de joguines. Per a empitjorar la situació, un de les joguines de la franquícia, Stinky Pete, intenta assegurar-se que Woody i la resta de les joguines «Roundup» arribin al Japó. Es revela que Stinky Pete mai es va vendre i mai havia experimentat l'amor d'un nen durant dècades. Al McWhiggin crida a un expert en restauració per a arreglar el braç dret de Woody. Després d'això, Stinky Pete convenç Woody perquè accepti el pla després que Buzz i alguns de les joguines de la primera pel·lícula arriben per a rescatar a Woody, qui canvia d'opinió després de veure un episodi de Woody's Roundup en el qual canta «Hi ha un amic en mi». Stinky Pete és capaç d'evitar que Woody s'escoli per la reixeta de ventilació a través de la qual Buzz i els altres van aconseguir entrar al departament d'Al.
Woody i els altres membres de la colla «Roundup» són empacats per a anar al Japó. No obstant això, les altres joguines aconsegueixen Al a l'aeroport i segueixen el seu equipatge cap a l'àrea de manipulació, camí a la càrrega de l'avió. Eventualment, Buzz aconsegueix rescatar Woody, juntament amb Jessie i el cavall de joguina Tir al Blanc. Mentre estan rodant per la pista, Stinky Pete queda dins de la motxilla d'una nena petita a la qual li encanta aplicar maquillatge en les seves joguines, perquè Stinky Pete aconsegueixi l'amor d'un nen que necessitava durant dècades. Woody i Jessie escapen a través del tren d'aterratge abans que es retregui, i Buzz els rescata mentre usen Tir al Blanc. Jessie i el cavall són portats a l'habitació d'Andy per Woody i Buzz, i es demostra que l'única evidència de la seva aventura a la ciutat és quan dos veïns surten a buscar un portaequipatges de l'aeroport, que les joguines usaven per a arribar a casa a temps per al retorn d'Andy, estacionat al pati, es pregunta com va arribar allà. En el final, Woody és arreglat per Andy, i és benvingut a casa amb Wheezy, el grinyol de la qual ha estat arreglat, i aconsegueix cantar la cançó "Jo sóc el teu amic fidel".

#### Toy Story 3

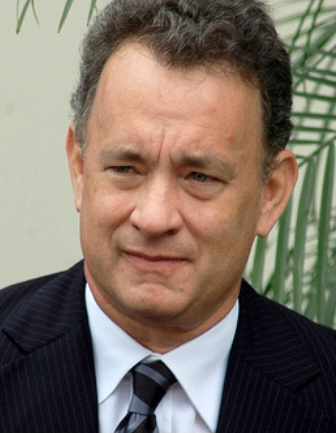
Tom Hanks, actor de veu principal de Woody.

A Toy Story 3, Andy, l'amo de Woody, compleix els 17 anys i es prepara per a anar a la universitat. Andy tria emportar-se Woody amb ell i desa la resta de les joguines en una bossa d'escombraries per emmagatzemar-les a l'àtic, però la mare d'Andy els confon amb les escombraries i les llença, però les joguines se les arreglen per a escapar d'un camió d'escombraries. Woody intenta convèncer-los que Andy no tenia la intenció de tirar-les, però es neguen a creure'l. Quan les joguines es troben en una guarderia i decideixen quedar-se, Woody intenta tornar amb Andy, però una nena anomenada Bonnie la porta a casa seva, on es fa amiga de les seves joguines. Més tard, Woody torna a la guarderia, on les joguines d'Andy han estat empresonats pel líder amarg de les joguines de guarderia, Lots-O-Huggin 'Bear. Woody els ajuda a escapar, però en un enfrontament amb Lotso és arrossegat a un contenidor d'escombraries amb un camió d'escombraries acostant-se, forçant a la resta de les joguines d'Andy a seguir-lo també. Els porten a un abocador, on malgrat els seus intents de canviar el seu cor, Lotso els abandona a la mort amb una cinta transportadora que es dirigeix a un incinerador. Resignats a la seva destinació, són rescatats en l'últim minut per Squeeze Toy Aliens. De tornada a casa de l'Andy, Woody se les enginya perquè tots els portin a casa de Bonnie, on Andy els passa a gaudir de la vida amb un nou amo. Mentre Andy marxa a la universitat, Woody li diu un emotiu i final adéu, dient "Adéu, vaquer".

#### Toy Story 4
Set anys abans dels esdeveniments de la tercera pel·lícula, mentre Woody encara estava amb el seu antic amo Andy, rescata el cotxe de control remot de ser arrossegat per la pluja després que fos oblidat fora. Aquest mateix dia va ser quan es van emportar a Bo Peep, perquè la van regalar pel fet que Molly ja havia crescut. Nou anys després (Toy Story 4 transcorre dos anys després dels esdeveniments de la 3), Woody està pràcticament en l'abandó pel fet que Bonne, la nena amb la qual Andy va deixar a les seves joguines, ja no juga amb ell i únicament li retira la seva placa de Xèrifa per a col·locarsela a Jessie. Per la mateixa època, Bonnie comença l'escola i pel fet que és una etapa difícil per a ella, Woody decideix acompanyar-la. A l'escola, la nena té problemes per a socialitzar amb els altres nens i Woody l'ajuda portant-li material, amb el qual construeix una nova joguina amb una cullera-forquilla, plastilina, un palito de paleta i limpiapias al qual anomena Forky. No obstant això, la nova joguina pensa que és escombraries, i a causa d'això, en un viatge en carretera amb la família de Bonnie, Forky salta de la caravana en la qual viatjaven i Woody va per ell. Quan tracten d'aconseguir la caravana, Woody i Forky es troben en una botiga d'antiguitats el llum de Bo Peep i aquest decideix entrar. Aquí coneix a Gabby-Gabby, una nina amb un defecte en la seva caixa de veu i que vol utilitzar les peces de la del vaquer per a reparar-la. Woody aconsegueix escapar però deixa a Forky enrere. En un parc es retroba amb Bo Peep i aquesta l'ajuda a rescatar a Forky amb ajuda de la seva amiga Gigle McDimples als quals s'agregarien després Buzz, dos peluixos de nom Bunny i Ducky i el ninot d'un acròbata canadenc de nom Duke Caboom. No ho aconsegueixen, i Woody finalment accedeix ajudar a Gabby-Gabby a reparar la seva caixa de veu per a ajudar-la a complir el seu somni de ser estimada per una nena. Quan s'estan acomiadant de Bo Peep, Buzz comprèn que Woody vol estar amb Bo Peep i li diu que Bonnie estarà bé, de manera que el vaquer decideix deixar als seus amics per a anar-se'n amb l'amor de la seva vida.

#### Toy Story 5
Woody es retrobara amb Buzz i la resta de la colla, i allà descobriran que Bonnie està més interessada en Ipads i altres aparells tecnològics.

## Inspiració
Woody està inspirat en la joguina infantil preferida del productor executiu i director dels dos primers lliuraments de la franquícia John Lasseter. L'animador/director Bud Luckey va dissenyar el personatge per a fer-ne un veritable vaquer.

## Curiositats
Abans de tenir la veu de Tom Hanks en la primera pel·lícula va haver-hi molts candidats que van rebutjar el paper com Paul Newman, Clint Eastwood, Robin Williams, Steve Martin, Robert De Niro, Kevin Kline, Alec Baldwin, Dustin Hoffman, Danny Devito, Sean Connery, Woody Allen, Tommy Lee Jones, Ewan Mcgregor, Ben Stiller, Woody Harrelson, John Goodman, Rowan Atkinson, Martin Short i Charlie Sheen. Però finalment va ser Hanks qui li va donar veu en tota la saga.